# 州界城 (印地安納州)
州界城（英語：State Line City）是一個位於美國印地安納州沃倫縣的城鎮。

## 人口
根據2010年美國人口普查的數據，州界城的面積為0.36平方千米，當中陸地面積為0.36平方千米，而水域面積為0.00平方千米。當地共有人口143人，而人口密度為每平方千米397人。